# Lista de bacias sedimentares do Brasil
A lista de bacias sedimentares do Brasil contabiliza em área 6 436 200 quilômetros quadrados dessas formações geológicas. Desses, 4 898 050 quilômetros quadrados (76%) estão em terra e 1 538 150 quilômetros quadrados (24%) em plataforma continental. Da área de bacias sedimentares em terra, 4 513 450 quilômetros quadrados (70%) são interiores e 384 600 quilômetros quadrados estão na costa. Da área de bacias situadas no mar, há 776 460 quilômetros quadrados com menos de 400 metros de lâmina d'água e 761 690 quilômetros quadrados, mais de 400 metros de lâmina d'água.
As bacias do Pantanal Mato-Grossense, Litorânea, bem como alguns trechos que margeiam os rios da bacia hidrográfica Amazônica, foram formadas no Cenozoico. São do Mesozoico as bacias sedimentares Paranaica, Sanfranciscana e a do Meio-Norte, sendo que a formação da Paranaica e da Sanfranciscana, as mais antigas, já se inicia no Paleozoico.
Atualmente, nove das bacias sedimentares brasileiras (Campos, Espírito Santo, Tucano, Recôncavo, Santos, Sergipe-Alagoas, Potiguar, Ceará e Solimões), totalizando 1.645.330 km² (25,6% da área total), são produtoras de petróleo.

## Lista
A elencagem das bacias sedimentares do Brasil varia entre diferentes autores. A seguir, é apresentada uma listagem das principais bacias conforme o esquema de Milani et al. (2007).
- Bacias fanerozoicas
  - Bacias meso-cenozoicas de margem distensiva
    - Segmento setentrional
      - Bacia de Sergipe-Alagoas
      - Bacia do Araripe
      - Bacia de Pernambuco-Paraíba
      - Bacia do Jacuípe

    - Segmento central
      - Bacia de Camamu-Almada
      - Bacia do Jequitinhonha
      - Bacia de Cumuruxatiba
      - Bacia do Mucuri

    - Segmento meridional
      - Bacia do Espírito Santo
      - Bacia de Campos
      - Bacia de Santos
      - Bacia de Pelotas

  - Bacias meso-cenozoicas de margem distensiva
    - Bacia da Foz do Amazonas
    - Bacia Pará-Maranhão
    - Bacia de Barreirinhas
    - Bacia do Ceará
    - Bacia Potiguar

  - Riftes mesozoicos abortados
    - Bacia do Tacutu
    - Bacia do Marajó
    - Bacia de São Luís/Bragança-Vizeu/Ilha Nova
    - Bacia do Recôncavo
    - Bacias de Tucano Sul, Central e Norte
    - Bacia de Jatobá

  - Bacias (ou sinéclises) paleozoicas
    - Bacia do Solimões
    - Bacia do Amazonas
    - Bacia do Parnaíba
    - Bacia do Paraná
- Bacias proterozoicas
  - Bacia do São Francisco